# 何文海
何文海（1958年8月16日—），臺中市南屯區人，為民主進步黨黨員，中華民國（台灣）政治人物，現任第四屆臺中市議員。並擔任民進黨團總召集人。

## 選舉紀錄
| 年度 | 選舉屆數               | 選舉區           | 所屬政黨   | 得票數 | 得票率 | 當選標記 | 備註 |
| ---- | ---------------------- | ---------------- | ---------- | ------ | ------ | -------- | ---- |
| 1998 | 第十四屆臺中市議員選舉 | 臺中市第五選舉區 | 無黨籍     | 3,789  | 12.78% |          |      |
| 2002 | 第十五屆臺中市議員選舉 | 臺中市第五選舉區 | 無黨籍     | 3,424  | 10.12% |          |      |
| 2004 | 第六屆立法委員選舉     | 臺中市選舉區     | 無黨籍     | 6,464  | 1.62%  |          |      |
| 2005 | 第十六屆臺中市議員選舉 | 臺中市第五選舉區 | 無黨籍     | 4,553  | 7.86%  |          |      |
| 2010 | 第一屆臺中市議員選舉   | 臺中市第七選舉區 | 民主進步黨 | 12,295 | 16.46% |          |      |
| 2014 | 第二屆臺中市議員選舉   | 臺中市第七選舉區 | 民主進步黨 | 13,870 | 17.06% |          |      |
| 2018 | 第三屆臺中市議員選舉   | 臺中市第七選舉區 | 民主進步黨 | 11,555 | 13.90% |          |      |
| 2022 | 第四屆臺中市議員選舉   | 臺中市第七選舉區 | 民主進步黨 | 15,418 | 19.68% |          |      |

## 爭議事件

### 評蔣介石銅像遭破壞
何文海告訴中評社，八田與一雖然是日本人，但是他對台灣的水利建設有很大的貢獻，算是一位偉大的日本人，日本在統治台灣時，做出許多好的工程，這也有許多人信仰他。所以讓每個族群都能夠去信仰他們認同者，且相互尊重，這樣才是真正的多元包容。。

### 涉性騷擾吳佩芸
2018年8月15日，吳佩芸選前在競選看板放泳裝照，表達健康形象。結果遭何文海在公眾場合言語騷擾:「既然都拍泳裝照了，就把上半身露出來、胸部露出來。」何文海事後在臉書po文道歉是「表達過程不當」，澄清只是建議她「照片頭太小了，應把身體加大」。9月28日，吳佩芸向台中市政府提出性騷擾申訴案。對此何文海說道，純粹好意是以告知，卻被她轉化成建議「露胸」。網路謾罵聲量不斷，他因不想隨之起舞，選擇低調道歉，但排山倒海的謾罵不僅傷害他的家人，也對選情造成巨大影響。
2019年1月21日，台中市警局第四分局調查並召開審查會議，最終認定性騷擾案件不成立。吳佩芸未提出再申訴，何文海表示總算還他清白。

## 外部連結
- 何文海議員臉書專頁 （页面存档备份，存于）
- 何文海議員youtube質詢頻道 （页面存档备份，存于）

## 資料來源
1. ↑  .   [2014-01-30]. （原始内容存档于2016-03-04）.
2. ↑  .   [2018-12-25]. （原始内容存档于2016-03-05）.
3. ↑  聯合新聞網. . 聯合新聞網. 20221207T132916Z  [2023-03-26]. （原始内容存档于2023-03-26） （中文（臺灣））.
4. ↑  台中綠總召何文海：蔣銅像應集中勿破壞
5. ↑  . Ettoday.   [2021-10-19]. （原始内容存档于2021-10-30）.
6. ↑  . 蘋果日報. 2020-08-19  [2022-07-29]. （原始内容存档于2022-07-29） （中文（臺灣））.
7. ↑  . 自由時報. 2019-05-16  [2022-07-29]. （原始内容存档于2020-02-21） （中文（臺灣））.